# ヴォーロプウーア
ヴォーロプウーア（デンマーク語: Vorupør）は、ユトランド（デンマーク）の北海沿岸に所在するテュー地域内のソーン（教区に由来するデンマークの地方単位）である。行政上は北ユラン地域のティステズ市に属する。北側にある主たる集落であるナアア・ヴォーロプウーア（Nørre Vorupør）には591人（2014年1月現在）が居住し、より小規模な集落として南に2km離れたスナ・ヴォーロプウーア（Sønder Vorupør）がある。
伝統的には漁村であったが、今日では、主に小規模な観光リゾート地として、そのビーチ、自然並びに周辺環境が他のリゾート地に比べ過度の開発がなされていないことで知られている。ヴォーロプウーアはテュー国立公園の中部に位置している。テュー国立公園の公認は2008年であるが、ヴォーロプウーア周辺の広大な砂丘およびヒースは数十年間にわたり保護されてきた。

## 漁業
他のデンマークの海岸地域と同様に、専業としての漁業は衰退した。最後に沿岸で操業していた船は2010年までに操業を停止したが、観光客用の釣り船は操業を継続している。伝統的な漁の大半は延縄漁であり、特にコッド（タラ）を対象としていた。専業ではない漁業に用いられる小型ディンギーも操業を継続している。浜辺に引き上げられるようになっている浅瀬用のボートを用いた漁業は、かつては北ユトランド半島の至る所で行われていたが、現在はヴォーロプウーア、リル・ストラン、そして特に知られるトーロプ・ストランにおいて行われている。
ヴォーロプウーアの桟橋は、ボートの停泊地を保護するため、1908年に建てられた。桟橋の先端は、フェロー諸島及びグリーンランドを除いて、デンマーク国内で最もコペンハーゲンから離れた場所である。ヴォーロプウーアには、デンマーク海上保安管理局の沿岸救助基地が置かれている。
1887年、地元の漁業従事者らが、世界初の漁業協同組合組織であるFiskercompagnietを設立した。この地域発の動きは、当時農業従事者らの間ではるかに、また都市労働者らの間でもある程度流行していたデンマークの協同組合運動に触発されたものであった。協同組合は本来はキリスト教のルールを背景とし、宗教をコミュニティに反映するものであった。